# Eburodacrys silviamariae
Eburodacrys silviamariae är en skalbaggsart som beskrevs av Maria Helena M. Galileo och Martins 2006. Eburodacrys silviamariae ingår i släktet Eburodacrys och familjen långhorningar. Inga underarter finns listade i Catalogue of Life.